# KF Drita
KF Drita (Klubi Futbollistik Drita) je fotbalový klub z kosovského města Gjilan.

## Účast v evropských pohárech
| Sezóna  | Soutěž           | Kolo        | Soupeř                | Doma | Venku | Celkem |
| ------- | ---------------- | ----------- | --------------------- | ---- | ----- | ------ |
| 2018/19 | Liga mistrů UEFA | 0. předkolo | FC Santa Coloma       |      |       | 2:0    |
| 2018/19 | Liga mistrů UEFA | 0. předkolo | Lincoln Red Imps FC   |      |       | 4:1    |
| 2018/19 | Liga mistrů UEFA | 1. předkolo | Malmö FF              | 0:3  | 0:2   | 0:5    |
| 2018/19 | Evropská liga    | 2. předkolo | F91 Dudelange         | 1:1  | 1:2   | 2:3    |
| 2020/21 | Liga mistrů UEFA | 0. předkolo | Inter Club d'Escaldes |      |       | 2:1    |
| 2020/21 | Liga mistrů UEFA | 0. předkolo | Linfield FC           |      |       | 0:3    |
| 2020/21 | Evropská liga    | 2. předkolo | FK Sileks Kratovo     |      |       | 2:0    |
| 2020/21 | Evropská liga    | 3. předkolo | Legia Warszawa        |      |       | 0:3    |
| 2021/22 | Konferenční liga | 1. předkolo | FK Dečić              | 2:1  | 1:0   | 3:1    |
| 2021/22 | Konferenční liga | 2. předkolo | Feyenoord             | 0:0  | 2:3   | 2:3    |
| 2022/23 | Konferenční liga | 1. předkolo | FC Inter Turku        | 3:0  | 0:1   | 3:1    |
| 2022/23 | Konferenční liga | 2. předkolo | Royal Antwerp FC      | 0:2  | 0:0   | 0:2    |
| 2023/24 | Konferenční liga | 2. předkolo | FC Viktoria Plzeň     | 1:2  | 0:0   | 1:2    |

## Hráči
K 31. červenci 2023
| Číslo |        | Pozice | Hráč             |
| ----- | ------ | ------ | ---------------- |
| 1     | Kosovo | B      | Faton Maloku     |
| 2     | Kosovo | O      | Besnik Krasniqi  |
| 3     | Kosovo | O      | Yll Ibrahimi     |
| 4     | Kosovo | Z      | Rron Broja       |
| 5     | Kosovo | O      | Hajdin Salihu    |
| 6     | Kosovo | O      | Leonat Vitija    |
| 8     | Kosovo | Z      | Blendi Baftiu    |
| 9     | Kosovo | Ú      | Ardit Tahiri     |
| 10    | Kosovo | Z      | Muharrem Jashari |
| 11    | Kosovo | Z      | Kastriot Selmani |
| 13    | Kosovo | B      | Florjan Smakiqi  |
| 14    | Kosovo | Z      | Albert Dabiqaj   |
| 16    | Kosovo | Z      | Mitat Xhymshiti  |

| Číslo |                   | Pozice | Hráč              |
| ----- | ----------------- | ------ | ----------------- |
| 17    | Kosovo            | Ú      | Almir Ajzeraj     |
| 19    | Albánie           | Ú      | Blerim Krasniqi   |
| 20    | Kosovo            | O      | Astrit Thaqi      |
| 22    | Kosovo            | B      | Laurit Behluli    |
| 23    | Kosovo            | Z      | Erion Ramushi     |
| 26    | Konžská republika | O      | Raddy Ovouka      |
| 30    | Ghana             | O      | Benjamin Agyare   |
| 47    | Kosovo            | Z      | Dienit Isufi      |
| 70    | Kosovo            | Ú      | Albin Prapashtica |
| 74    | Kosovo            | B      | Eron Isufi        |
| 77    | Bulharsko         | O      | Dilyan Georgiev   |
| 98    | Kosovo            | Z      | Meris Maliqi      |
| 99    | Kosovo            | Ú      | Rilind Haziraj    |